# Observatorio (métro de Mexico)
Pour les articles homonymes, voir Observatorio.
Observatorio est une station terminus de la Ligne 1 du métro de Mexico, située à l'ouest de Mexico, dans la délégation Álvaro Obregón.

## Histoire
La station est ouverte en 1972. Son nom vient de l'observatoire astronomique que l'Université nationale autonome du Mexique (UNAM) a élevé au sommet d'une colline près de la station de métro, dans un palais colonial qui appartenait autrefois à l'Archevêché du Mexique. Son logo représente le dôme stylisé d'un observatoire astronomique.